# Narcisism

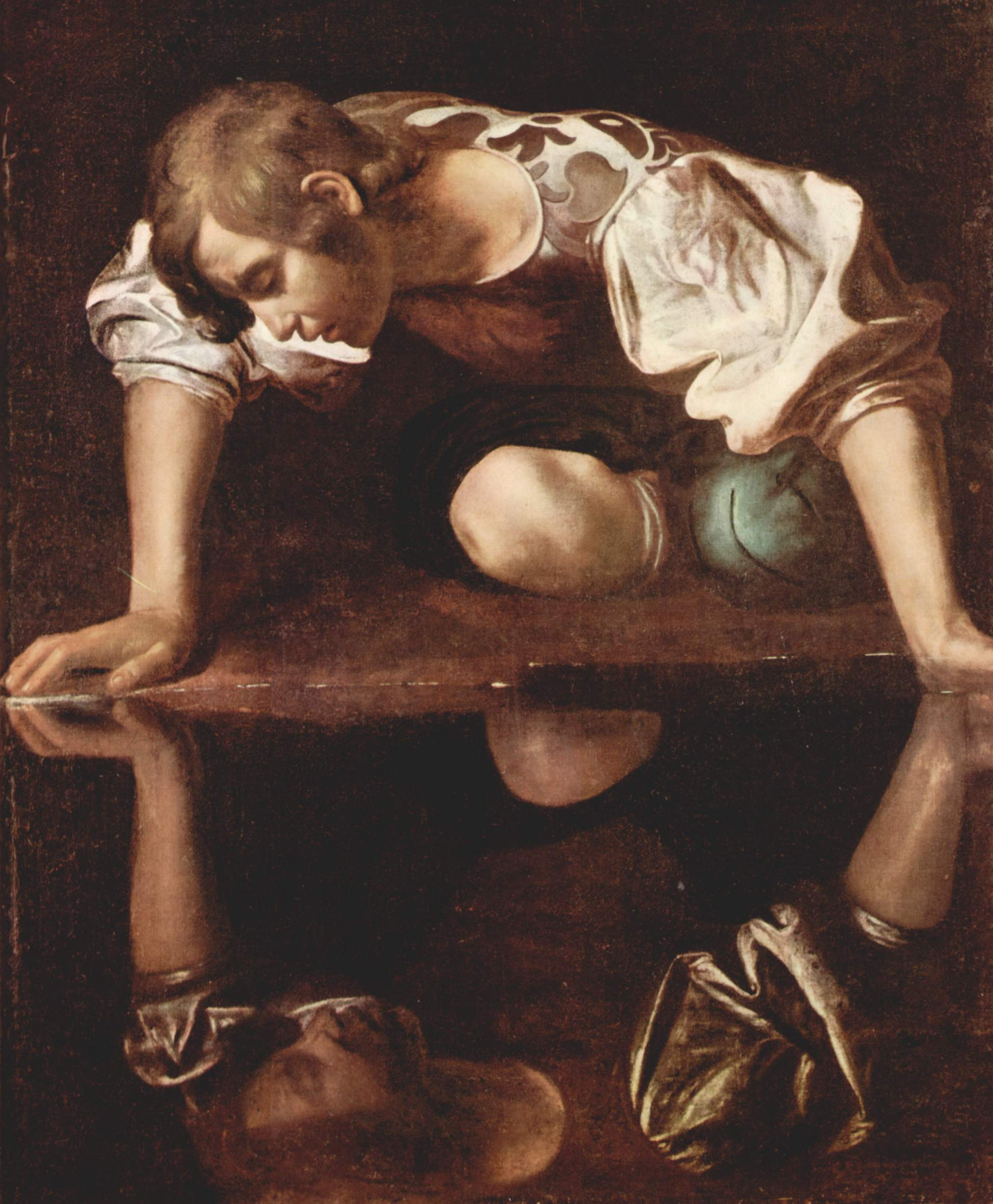
În mitologia greacă, Narcis era un tânăr care s-a îndrăgostit patologic de propriul său chip oglindit în apă. Narcissus de Caravaggio (Galleria Nazionale d'Arte Antica, Roma)

Narcisismul este o trăsătură de personalitate caracterizată de părerea excesiv de bună despre propria persoană, alături de căutarea de admirație și atitudini de grandoare și egoism. Termenul provine din mitologia greacă, unde tânărul Narcis s-a îndrăgostit de imaginea sa, reflectată în apă. 
Narcisismul reprezintă dragoste patologică față de propria persoană.  Narcisismul este o stare anormală , caracterizată printr-o dragoste intensă a cuiva față de propriile sale calități fizice sau psihice. Un narcisist este incapabil să iubească alte persoane. Narcisismul desemnează atât un simptom, cât și o trăsătură caracteristică constând din autoadorație, exagerat amor-propriu. După psihanaliză, un coeficient de narcisism există în orice persoană.
Narcisismul este un concept în teoria psihanalitică, care a fost popular introdus în eseul lui Sigmund Freud despre On Narcissism (1914). Asociația Americană de Psihiatrie a inclus și clasificat tulburarea de personalitate narcisistică în manualul său Diagnostic and Statistical Manual of Mental Disorders (DSM) din 1968, bazându-se pe conceptul istoric de megalomanie.
Narcisismul este, de asemenea, considerat o problemă socială sau culturală.

## Etimologia termenului
Termenul narcisism  a fost introdus de Havelock Ellis in 1898, (mai târziu a fost dezvoltat de Freud în cartea din 1914 On Narcissism) după Narcis, care, în mitologia greacă, era un tânăr frumos, fiul nimfei Liriope și al râului Cephios. Narcis era un tânăr care s-a îndrăgostit patologic de propriul său chip oglindit în apă. 
Sigmund Freud credea că o parte a narcisismului este parte esențială a tuturor dintre noi de la naștere.

## Narcisismul în diverse domenii

### Narcisismul în artă
- Campionii mondiali ai narcisismului Arhivat în 11 iulie 2012, la Wayback Machine., 13 decembrie 2007, Revista Magazin'